# スパイク・ピーターソン
スパイク・ピーターソン（V. Spike Peterson、女性）は、アメリカ合衆国の政治学者、アリゾナ大学政治学部教授。
テキサス州生まれ。イリノイ大学で修士号（人類学・アフリカ研究）、アメリカン大学で博士号（国際関係論）。南カリフォルニア大学客員研究員、アメリカン大学助教授などを経て、現職。
フェミニズムの観点から国際政治経済学を論じている。

## 著作

### 単著
- A Critical Rewriting of Global Political Economy: Integrating Reporoductive, Productive and Virtual Economies, (Routledge, 2003).

### 共著
- Global Gender Issues, with Anne S. Runyan, (Westview Press, 1993, 2nd ed., 1999).

### 編著
- Gendered States: Feminist (Re)Visions of International Relations Theory, (Lynne Rienner, 1992).

## 日本語訳論文
- 「地球的変動のなかのジェンダー・アイデンティティ」日本国際政治学会編『21世紀の日本、アジア、世界――日本国際政治学会・米国国際関係学会合同国際会議からの展望』（国際書院、1998年）
- 「グローバリゼーションの文脈におけるアイデンティフィケーションの政治」『季刊アソシエ』5号（2001年）